# まじかるハット
『まじかるハット』は、方倉陽二の漫画およびそれを原作としたアニメ作品。

## 概要
漫画とアニメの企画が同時進行され、1989年に『小学一年生』、『小学二年生』、『小学四年生』、『小学六年生』、『別冊コロコロコミック』などに漫画が掲載、テレビアニメが放送された。単行本はてんとう虫コミックスより全2巻刊行された。なお、作者の方倉が1997年に死去したため未完となっている。
ストーリーは主人公の少年ハットが伝説の英雄「まじかるハット」の2代目として、地上征服を企む魔界の怪物ジアークやその息子のコワルと戦いながら、魔界の影響で分断された地上のウソン島を元に戻すためにそれぞれの島を仲間とともに冒険をするというもの。

## 登場キャラクター
ハット
声 - 伊倉一恵
本編主人公。伝説の英雄「まじかるハット」の生まれ変わり。
ホットケン
声 - 鈴木富子
アレフ王の息子。臆病。
タウじいさん
声 - 八奈見乗児
ハットを導く謎の老人。正体はアレフ王の実弟。ナレーターも兼任。
スピン
声 - 松井菜桜子
ある事件で知り合った少女。わがまま娘。
ロボッグ
声 - 西原久美子
フェニックス族の幼生態をベースにタウじいさんが製作した変身ロボット。口調は漫画の連載開始時点では「べらんめぇ口調」であったが、アニメでは舌足らず口調となり、これに伴い漫画でもアニメに合わせた変更がされている。
アレフ王
声 - 笹岡繁蔵
魔界の王。ホットケンの父親。
モランボ
声 - 池田秀一
ジャングル島の青年。CO2の企みに気づき一人抵抗している。
グワル・ザ・ジアーク
声 - 内海賢二
アレフ王と対立する魔界の実力者。アレフ王の義弟（妻がアレフ王の妹）。
コワル・ザ・ジアーク
声 - 鈴木みえ
グワルの息子。狐顔（祖父の隔世遺伝）。ホットケンの従兄弟。わがままで意地悪。スピンに恋しているが、利用されまくっている。ピーマンが苦手。
ドグー
声 - 茶風林
土偶顔のジアーク側の手下。家族が多い。
CO2
声 - 稲葉実
ジアーク配下。ジャングル島を支配する。
ハオージュ
声 - 安西正弘
ジアーク配下。砂島を支配する。
クンチャン
声 - 亀山助清
謎の中国人キャラクターで、普段はラーメンの屋台を引いている。「クンチャンラーメンおいしいアルよ」が口癖。漫画版では役どころが異なり、古代文字が解読でき、重要な役割を持つ人物。
ケンチャン
声 - 西村智博
同じく中国人キャラクターで、タウ爺さんの幼馴染。
ハットの両親
声 - 大滝進矢（パパ）、佐々木るん（ママ）

### ペタモ獣
- G・コンガー（声 - 桜井敏治）
- Z・ザウラー（声 - 亀山助清）
- W・イーグラー（声 - 西村智博）
- デビルクラーケン
- ギングロブ
- ギルギニ
- ガーゴイル
- シーゴーレム

## アニメ
1989年10月18日から1990年7月6日にかけてフジテレビで月 - 金の『ティーンズゴールデンタイム』枠の毎週水曜日17:30 - 18:00、半年後に金曜16:00 - 18:00の『金曜アニメランド』枠の第2部の毎週金曜日16:30 - 17:00に移動して全33話放送された。ローカルセールス扱いのため、フジテレビ系のテレビ局でも放送がされなかった局もある他、富山テレビ（1995年の夏休み期間中に月曜 - 金曜 5:25 - 5:50にて放送）のように本放送終了後に放送された局もある。監督は『おそ松くん』『ヤッターマン (2008年のテレビアニメ)』などを手がけた鴫野彰。キャラクターデザインは『ザ☆ウルトラマン』『からくり剣豪伝ムサシロード』の二宮常雄。アニメーションの製作はスタジオぴえろ。
冒険を題材とした男児向けアニメだが、この手の作品に見られる肉体的な戦闘シーンはほとんどなく、使用できる魔法に何らの制限もない。ストーリーにはギャグ要素がふんだんに盛り込まれている。
番組のメインスポンサーはセガ・エンタープライゼスで、主人公のハットが被っているターバン状の帽子や、作品中に登場するロボット生命体「ペタモ」のモデルなどといったおもちゃの他、同社のメガドライブ用ゲームソフト『まじかるハットのぶっとびターボ!大冒険』も発売された。
原作漫画には当初は「ペダモ」は登場しなかったが、アニメ化にともない登場している。
最終回は1990年6月29日に放送する予定だったが、秋篠宮文仁親王成婚による報道特別番組のため、1週間遅れて放送。

### スタッフ
- 原作：方倉陽二
- 製作：布川ゆうじ（ぴえろ）
- 企画：嶋村一夫（読売広告社）
- プロデューサー：清水賢治、立川善久（フジテレビ）、大野実（読売広告社）、鈴木重裕（ぴえろ）
- シリーズ構成：寺田憲史
- キャラクターデザイン：二宮常雄
- メインキャラクターデザイン：北山真理
- 美術監督：西川淳一郎
- 撮影監督：小澤次雄→小山信夫
- 音楽：Edison
- 音響監督：清水勝則
- 監督：鴫野彰
- 背景：スタジオユニ
- 撮影：イージーフィルム
- 編集：森田編集室
- 録音制作：ザックプロモーション
- 効果：野口透（アニメサウンドプロダクション）
- 調整：成清量
- 録音スタジオ：整音スタジオ
- 制作デスク：青木訓之、高江勇次
- 文芸：静谷伊佐夫
- 制作：フジテレビ、読売広告社、ぴえろ
- 著作：(C)方倉陽二/小学館・フジテレビ・読売広告社・ぴえろ

### 主題歌
オープニングテーマ
「大丈夫、大冒険」
作詞 - あさくらせいら / 作曲・編曲 - 見岳章 / 歌 - 野沢直子（シングル - ビクターより 1989年11月21日発売）
「大丈夫〜」の歌詞にも登場する呪文「まじかるかるかれ しうぼのうほま」の一部を逆から読むと「まほうのぼうし」となる。
エンディングテーマ
「メラ・テンテンキラクラ」（第1話 - 第23話）
作詞 - あさくらせいら / 作曲・編曲 - 見岳章 / 歌 - 野沢直子（シングル - ビクターより 1989年11月21日発売）
「Bye Bye Baby」（第24話 - 第33話）
作詞・作曲 - Bob Crewe、Bob Gaudio / 訳詞 - 谷穂 ちろる / 編曲 - 船山基紀/ 歌 - いいとも青年隊 / K-chaps!（シングル - ポニーキャニオンより 1990年4月25日発売）

### 各話リスト
| 話数 | 放送日          | サブタイトル                 | 脚本       | 絵コンテ        | 演出       | 作画監督 |
| ---- | --------------- | ---------------------------- | ---------- | --------------- | ---------- | -------- |
| 1    | 1989年 10月18日 | 魔法ピピピのパワー           | 田口成光   | 鴫野彰          | 鴫野彰     | 二宮常雄 |
| 2    | 10月25日        | ドロ魔人だドグ〜!            | 雪室俊一   | 佐藤博暉        | 佐藤博暉   | 下田正美 |
| 3    | 11月1日         | ナゾの島は金ピカリン         | 寺田憲史   | 鴫野彰          | 上村修     | 二宮常雄 |
| 4    | 11月8日         | コワルの純愛物語             | 田口成光   | 香川豊          | 河原祐二   | 下田正美 |
| 5    | 11月15日        | 倒せイカす金ピカ天国         | 富田祐弘   | 横山広行        | 横山広行   | 二宮常雄 |
| 6    | 11月22日        | ペ!ペ!ペタモ大集合           | 寺田憲史   | 篠幸裕          | 飯島悠太   | 南波一   |
| 7    | 11月29日        | レースビンビン物語           | 雪室俊一   | 神谷純 佐藤博暉 | 佐藤博暉   | 下田正美 |
| 8    | 12月6日         | なんか変化ピンクの虫         | 寺田憲史   | 上村修          | 上村修     | 楠本祐子 |
| 9    | 12月13日        | すもうモリモリ森の島         | 田口成光   | 横山広行        | 横山広行   | 下田正美 |
| 10   | 12月20日        | 勝手に死んだハット           | 田口成光   | 菊池一仁        | 佐々木勝利 | 上村栄司 |
| 11   | 1990年 1月10日  | パパはタマたま卵好き         | 高屋敷英夫 | 香川豊          | 河原祐二   | アベ正己 |
| 12   | 1月17日         | ハッと大変身女の子よ         | 静谷伊佐夫 | 鴫野彰          | 佐藤博暉   | 二宮常雄 |
| 13   | 1月24日         | 悪夢で会いましょう           | 富田祐弘   | 鴫野彰          | 横山広行   | 下田正美 |
| 14   | 1月31日         | ダンナ様は宇宙人だ〜         | 富田祐弘   | 上村修          | 上村修     | 楠本祐子 |
| 15   | 2月7日          | なかよしおよし物語           | 高屋敷英夫 | 横山広行        | 横山広行   | アベ正己 |
| 16   | 2月14日         | ぎょぎょぎょの魚太郎         | 寺田憲史   | 生頼昭憲        | 佐々木勝利 | 上村栄司 |
| 17   | 2月21日         | 熱湯3分ゆでだこハット        | 静谷伊佐夫 | 上妻晋作        | 友田政晴   | 下田正美 |
| 18   | 2月28日         | なまけものはダ〜レ?          | 富田祐弘   | 佐藤博暉        | 横山広行   | 楠本祐子 |
| 19   | 3月7日          | あれボク一体だれだっけ       | 寺田憲史   | 上村修          | 上村修     | 武内啓   |
| 20   | 3月14日         | 対決!宝さがし大作戦          | 静谷伊佐夫 | 生頼昭憲        | 佐々木勝利 | 上村栄司 |
| 21   | 3月21日         | コワルの出世街道物語         | 久島一仁   | 佐藤博暉        | 友田政晴   | アベ正己 |
| 22   | 3月28日         | な〜るへそザワールド         | 寺田憲史   | 鴫野彰          | 鴫野彰     | 下田正美 |
| 23   | 4月13日         | 輝け!英雄への道              | -          | -               | 鴫野彰     | 二宮常雄 |
| 24   | 4月20日         | 完全保存版!春の珍プレー大賞  | 鴫野彰     | 鴫野彰          | 友田政晴   | 二宮常雄 |
| 25   | 4月27日         | タマゴで一番キミが好き!      | 静谷伊佐夫 | 八尋旭          | 横山広行   | 下田正美 |
| 26   | 5月11日         | 死んだンですか?レレレの霊!   | 静谷伊佐夫 | 遠藤克己        | 石堂宏之   | 飯田宏義 |
| 27   | 5月18日         | 太陽剣は（マルハ）ほえ〜るス | 寺田憲史   | 鴫野彰          | 鴫野彰     | アベ正己 |
| 28   | 5月25日         | 父ひっくりかえる             | 久島一仁   | 上妻晋作        | 水野和則   | 武内啓   |
| 29   | 6月1日          | 生まれたタマゴはギンギラギン | 寺田憲史   | 飯島悠太        | 飯島悠太   | 下田正美 |
| 30   | 6月8日          | おとぎの国のヨボヨボハット   | 富田祐弘   | 横山広行        | 横山広行   | アベ正己 |
| 31   | 6月15日         | 幽霊さんいらっしゃい         | 静谷伊佐夫 | 上村修          | 石堂宏之   | 飯田宏義 |
| 32   | 6月22日         | タウじいさんの秘宝を探せ!    | 並木敏     | 遠藤克己        | 西浦哲     | 武内啓   |
| 33   | 7月6日          | 魔界の平和はホンマかいな!?   | 寺田憲史   | 鴫野彰          | 横山広行   | 下田正美 |

| フジテレビ 水曜17時台後半枠 【ティーンズゴールデンタイム】                          | フジテレビ 水曜17時台後半枠 【ティーンズゴールデンタイム】          | フジテレビ 水曜17時台後半枠 【ティーンズゴールデンタイム】                                               |
| 前番組                                                                              | 番組名                                                              | 次番組                                                                                                   |
| ----------------------------------------------------------------------------------- | ------------------------------------------------------------------- | --- |
| パラダイスGoGo!! （月 - 金の17:00 - 18:00） ※30分短縮して継続                       | まじかるハット（第1話 - 第22話） （1989年10月18日 - 1990年3月28日） | 君の瞳に恋してる!（再） （月 - 木の17:00 - 17:55）今夜の番組から （月 - 木の17:54 - 18:00） ※1時間繰下げ |
| フジテレビ 金曜16時台後半枠 【金曜アニメランド】                                    |                                                                     | |
| な・ま・い・き盛り（再） （月 - 金の16:00 - 16:55）今夜の番組から （16:55 - 17:00） | まじかるハット（第23話 - 第33話） （1990年4月13日 - 1990年7月6日）  | ゲゲゲの鬼太郎（第3作、再） ※平日帯に拡大して継続                                                        |